# 半網紋突吻魚
半網紋突吻魚（学名：Varicorhinus semireticulatus）为輻鰭魚綱鯉形目鲤科的其中一種，分布於非洲Louvisi河流域，體長可達12.8公分。

## 扩展阅读
維基物種上的相關：半網紋突吻魚